# Les Fous de Bassan (film)
 (novembre 2015).
Si vous disposez d'ouvrages ou d'articles de référence ou si vous connaissez des sites web de qualité traitant du thème abordé ici, merci de compléter l'article en donnant les références utiles à sa vérifiabilité et en les liant à la section « Notes et références ».
Pour les articles homonymes, voir Fou de Bassan (homonymie).
Pour plus de détails, voir Fiche technique et Distribution.
 Les Fous de Bassan (en anglais : In the Shadow of the Wind) est un film dramatique québécois réalisé par Yves Simoneau sorti en 1987. Il s'agit d'une adaptation à l’écran du roman homonyme d'Anne Hébert.

## Synopsis
Devenu vieux, Stevens Brown se remémore son histoire, au milieu des tableaux représentant les personnages de sa jeunesse. Après une violente querelle avec son père et cinq longues années d’exil, il était revenu au village. Pour tous il avait été le bienvenu. Pour le révérend Nicolas Jones, il était l’enfant prodigue. Tous l’avaient accueilli, sauf son père. Maureen, une veuve encore jeune, l’avait recueilli. Il était devenu son amant. Mais sa flamme c’était Olivia, Olivia Atkins, sa belle cousine, dont la figure demeurait indélébile dans ses souvenirs tourmentés. Il y avait son frère simple d’esprit, Perceval, surpris à observer Olivia et Nora qui se baignaient. Lui-même avait cherché à séduire Olivia, même si c’était Nora qui lui manifestait de l’intérêt. Les drames s’étaient succédé. Un premier était survenu un soir de fête. Irène, la femme du révérend, s’était suicidée en se jetant du haut d’une falaise. Irène était stérile et se refusait à son mari. Ce dernier avait séduit Nora. Perceval le lui avait appris. Puis, par soir de tempête, Olivia avait rejoint Stevens sur la grève. Au petit matin, Perceval allait les découvrir étendu l’un au côté de l’autre et la jeune fille morte.

## Fiche technique
- Titre : Les Fous de Bassan
- Réalisation : Yves Simoneau
- Scénario : Marcel Beaulieu, Sheldon Chad et Yves Simoneau (collaboration d'Anne Hébert d'après son roman Les Fous de Bassan)
- Musique : Richard Grégoire
- Photographie : Alain Dostie
- Montage : Joële Van Effenterre
- Production : Justine Héroux
- Société de production : Cinévidéo, Les Films Ariane et Films Production
- Société de distribution : Acteurs Auteurs Associés (France)
- Pays de production :  Canada et  France
- Genre : drame
- Durée : 105 minutes
- Date de sortie : 
  - France : 19 août 1987

## Distribution
- Steve Banner : Stevens Brown
- Charlotte Valandrey : Olivia Atkins
- Laure Marsac : Nora Atkins
- Angèle Coutu : Maureen
- Paul Hébert : Timothé Brown
- Marie Tifo : Irène Jones
- Bernard-Pierre Donnadieu : Le révérend Nicolas Jones
- Lothaire Bluteau : Perceval Brown
- Roland Chenail : père d'Olivia et Nora Atkins
- Guy Thauvette : Patrick Atkins
- Pierre Powers : Sydney Atkins
- Henri Chassé : Bob Allen
- Denise Gagnon : Béa Brown
- Jocelyn Bérubé : Tony Bay
- Jean-Louis Millette  : Stevens, vieux

## Autour du film
Le roman d'Anne Hébert avait été un événement littéraire lors de sa sortie en 1982 et avait également obtenu le Prix Fémina la même année.  C'est initialement Francis Mankiewicz qui est pressenti pour réaliser le film, mais il abandonne le projet à la suite d'une mésentente avec les producteurs. Yves Simoneau prend la relève et adapte le livre en compagnie de Marcel Beaulieu, coscénariste du film Anne Trister de Léa Pool.  Le tournage a lieu en Gaspésie durant l'été 1986 et le village dans lequel se déroule l'action est construit spécialement pour le film.

## Accueil critique
Plusieurs décennies après sa sortie, le film est toujours considéré comme un classique du cinéma québécois.

## Distinctions

### Nominations
- 1987 : Ours d'or au Festival international du film de Berlin à Yves Simoneau
- 1987 : Prix Génie de la meilleure direction artistique à Michel Proulx
- 1987 : Prix Génie de la meilleure cinématographie à Alain Dostie
- 1987 : Prix Génie du meilleur dessin de costumes à Nicole Pelletier
- 1987 : Prix Génie pour la meilleure actrice dans un rôle de soutien à Marie Tifo